# Oratorio della Madonna
L'oratorio della Madonna (anche Oratorio della Madonna del Popolo) è un edificio di culto cattolico situato nei pressi della frazione di Cortila, nel comune di Fivizzano, in provincia di Massa-Carrara.

## Storia e descrizione
La chiesetta, antico oratorio di campagna di datazione imprecisata, è composta da un'ampia tettoia che chiude un  recinto antistante l'ingresso di una piccola cappella.